# XIV Liceum Ogólnokształcące im. mjr. Henryka Sucharskiego w Katowicach
XIV Liceum Ogólnokształcące im. mjr. Henryka Sucharskiego w Katowicach – publiczne liceum ogólnokształcące, potocznie określane jako Sucharski lub Suchar, mieszczące się przy ulicy Józefowskiej 32 w Katowicach, na terenie dzielnicy Wełnowiec-Józefowiec. Specjalizuje się kilku profilach klas: azjatyckiej, artystycznej, psychologicznej i w oddziałach mundurowych.

## Historia

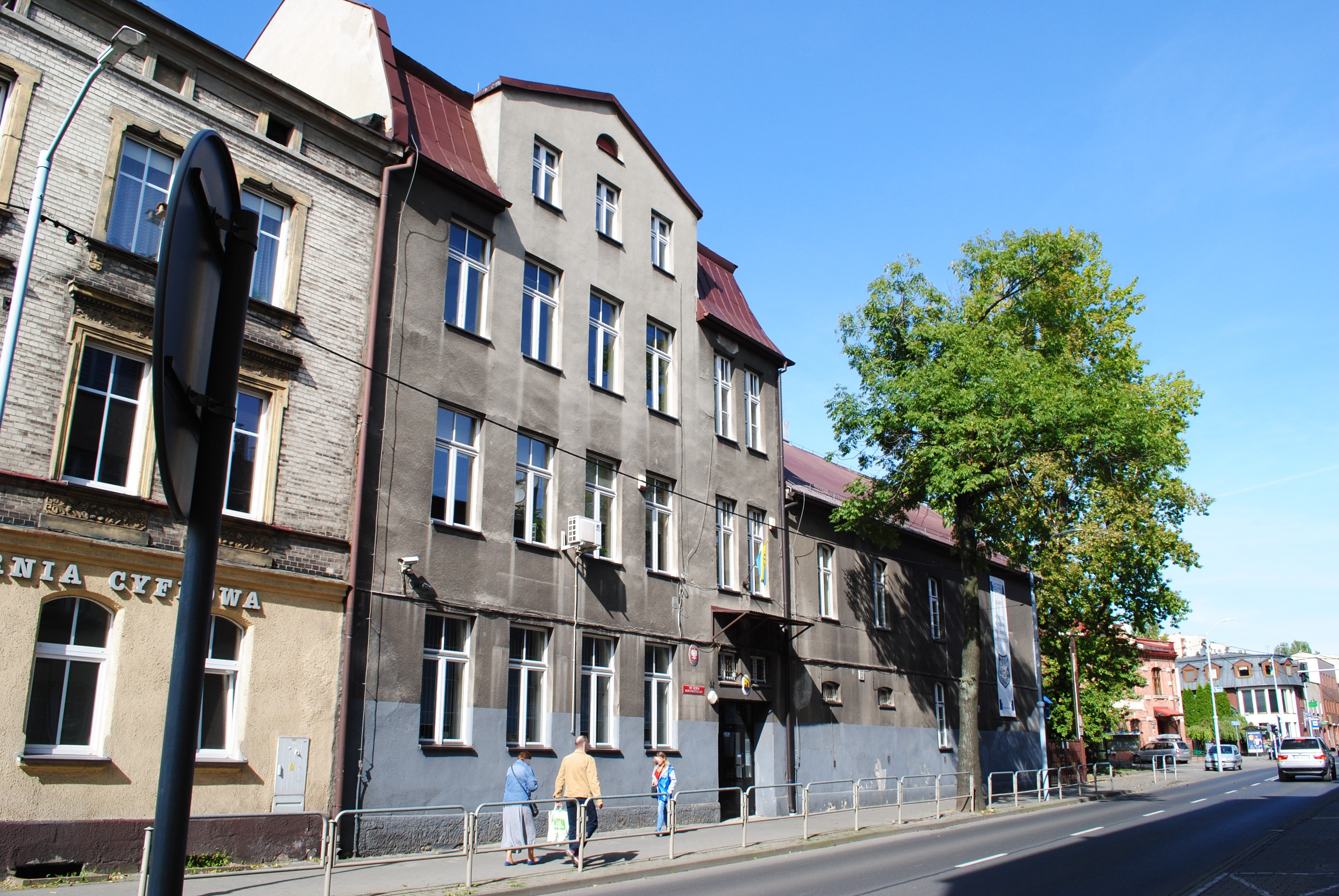
Budynek XIV LO widziany od strony ulicy Józefowskiej (2020)

Zanim zostało powołane XIV Liceum Ogólnokształcące, gmach szkolny przy ulicy Józefowskiej 32 w Katowicach był siedzibą innych placówek oświatowych. Sam natomiast budynek został wzniesiony w 1872 roku, rozbudowany w latach 1904–1907 i przebudowany w 1926 roku. 30 marca 1921 roku rada gminna w Dębie przyjęła uchwałę o powołaniu nowej szkoły powszechnej w Józefowcu (od 1951 roku część Katowic). Była to szkoła męska, której w 1925 roku nadano imię Karola Miarki. Do szkoły tej uczęszczał m.in. ks. dr Jerzy Pawlik. Powojenna historia szkoły, z uwagi na brak kroniki, jest nieznana.
W 1959 roku została powołana Zasadnicza Szkoła Zawodowa dla Pracujących przy Przedsiębiorstwie Montażu Aparatury Pomiarowej i Automatyki „Energoaparatura”, natomiast cztery lata później powołano Technikum Elektryczne. Szkoła początkowo nie miała własnej siedziby. W kolejnej dekadzie uczniowie uczęszczali do budynku przy ulicy Gliwickiej 92 w Katowicach, a we wrześniu 1972 roku szkołę przeniesiono do budynku przy ulicy Józefowskiej 32.
1 września 1976 roku po remoncie budynku naukę rozpoczęli uczniowie połączonych zasadniczych szkół „Elektromontażu” 2 i „Energoaparatury”. W roku szkolnym 1978/1979 szkoła zmieniła nazwę na Zespół Szkół Elektrycznych, a 24 października 1979 roku otrzymała patrona – mjr. Henryka Sucharskiego (bądź 11 września 1978 roku). W 1991 roku placówka zmieniła nazwę na Technikum Elektryczno-Mechaniczne, a 1 października 1992 roku przeszła pod zarząd Śląskiego Kuratorium Oświaty w Katowicach.
1 lipca 1998 roku powołano XIV Liceum Ogólnokształcące, a nazwę zespołu szkół zmieniono na Zespół Szkół Elektrycznych i Ogólnokształcących im. mjr. H. Sucharskiego. W 1998 roku powstały w nim klasy sportowe, a w 2006 roku klasy mundurowe.

## Budynek
XIV Liceum Ogólnokształcące im. mjr. Henryka Sucharskiego w Katowicach swoją siedzibę ma przy ulicy Józefowskiej 32 w Katowicach, na terenie dzielnicy Wełnowiec-Józefowiec. 
Jest nim gmach wzniesiony pod koniec XIX wieku i rozbudowany w latach 1904–1907 według projektu Eugena Richarda Vogta. Architektonicznie prezentuje skromne cechy historyzmu i modernizmu. Jest obiektem murowanym z cegły, tynkowanym, dwu- i trójkondygnacyjnym z poddaszem, zwieńczony dachem dwuspadowym i mansardowym z lukarnami. Zdobią go łuki odcinkowe i szczyty. Gmach szkoły otoczony jest zielenią.

## Charakterystyka
XIV Liceum Ogólnokształcące im. mjr. Henryka Sucharskiego w Katowicach to szkoła publiczna, którego organem prowadzącym jest miasto Katowice, a organem sprawującym nadzór Śląski Kurator Oświaty w Katowicach. Organami szkoły są: Dyrektor Szkoły, Rada Pedagogiczna, Rada Rodziców i Samorząd Uczniowski. Według stanu na 2025 roku dyrektorem szkoły jest mgr Justyna Klucz-Machlik, a wicedyrektorem mgr Dawid Ceglarek.
Szkoła kształci uczniów w sześciu profilach: klasa azjatycka, klasa psychologiczno-społeczna, klasa artystyczno-dziennikarska, klasa policyjno-kryminalistyczna, klasa wojskowa i straży granicznej (służby ochrony granic) oraz klasa strażacka z zarządzaniem kryzysowym (stan na 2025 rok). W październiku 2019 roku do liceum uczęszczało 304 uczniów.
Współpracuje z Uniwersytetem Śląskim w Katowicach, a także uczestniczy w wymianie młodzieży w ramach projektu Erasmus+.

## Znani absolwenci
- Grzegorz Fonfara – piłkarz[16]
- Adam Giesa – piłkarz[16]
- Jacek Kowalczyk – piłkarz, reprezentant Polski[16]
- Dawid Plizga – piłkarz, reprezentant Polski[16]
- Kornel Sadowski – aktor[16]